# Preone
Preone (friuli nyelven Preon) település Olaszországban, Friuli-Venezia Giulia régióban, Udine megyében. Lakosainak száma 247 fő (2023. január 1.). Preone Enemonzo, Socchieve, Vito d’Asio, Tramonti di Sotto és Verzegnis községekkel határos.

## Népesség
A település népességének változása:
| Lakosok száma | 240  | 234  | 247  |
|               | 2017 | 2018 | 2023 |